# Gymnachirus
Genre
Gymnachirus est un genre de poissons pleuronectiformes de la famille des Achiridae.

## Liste des espèces
- Gymnachirus melas Nichols, 1916
- Gymnachirus nudus Kaup, 1858
- Gymnachirus texae  (Gunter, 1936)